# Огюстен Френел
Огюстен Френел (на френски: Augustin-Jean Fresnel) е френски физик, известен най-вече като създател на лещите на Френел, които намират различни приложения, едно от които е в морските фарове. Той също така има и съществени приноси в развитието на теорията на вълновата оптика.
Интересен факт от неговия живот е, че на 8 години все още не може да чете и започва обучението си с бавни темпове, но на 16 години започва да учи в Политехническото училище (École Polytechnique) и след това работи като инженер.
Изучава оптика теоретически и експериментално. Основните процеси, с които се занимава, са дифракция и интерференция.